# Велике Пизаково
Велике Пиза́ково (рос. Большое Пызаково, марій. Кугу Пызак) — присілок у складі Новотор'яльського району Марій Ел, Росія. Входить до складу Чуксолинського сільського поселення.

## Населення
Населення — 62 особи (2010; 83 у 2002).
Національний склад (станом на 2002 рік):
- марійці — 96 %